# Stelis dilatata
Stelis dilatata är en orkidéart som först beskrevs av Charles Schweinfurth, och fick sitt nu gällande namn av Alec M. Pridgeon och Mark W. Chase. Stelis dilatata ingår i släktet Stelis och familjen orkidéer. Inga underarter finns listade i Catalogue of Life.